# Justizamt Amorbach

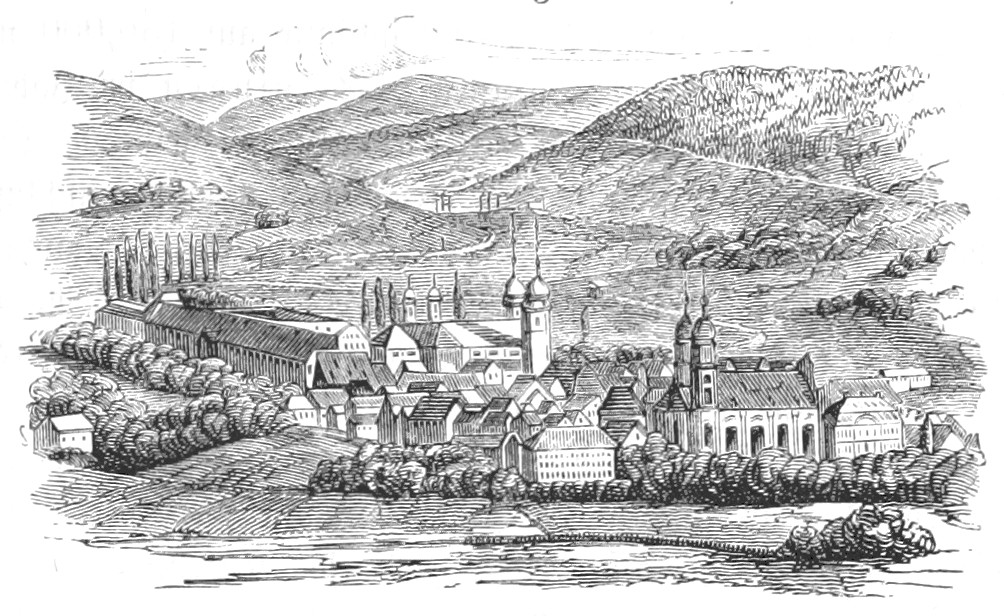
Amorbach auf einem Stich von 1852

Das Justizamt Amorbach war eine während der napoleonischen Zeit von 1807 bis 1810 bestehende Verwaltungseinheit im Norden des Großherzogtums Baden.

## Geschichte
Vor Inkrafttreten der Bestimmungen des Reichsdeputationshauptschlusses 1803 hatte das im östlichen Odenwald gelegene Amorbach unter der kirchlichen Oberhoheit von Kurmainz gestanden und war Sitz eines Oberamtes. Die Stadt gehörte anschließend zum Fürstentum Leiningen, das ehemalige Kloster diente den Fürsten als Residenz. In Umsetzung der Rheinbundakte wurde Leiningen 1806 mediatisiert und in diesem Bereich der badischen Landeshoheit unterstellt. Im Sommer 1807 wurde Amorbach zunächst dem standesherrlichen Amt Miltenberg zugeteilt. Bereits im Dezember 1807 wurde dieses in zwei, als Justizamt titulierte Teile aufgespaltet. Amorbach bildete ab da mit den Orten Beuchen, Buch, Boxbrunn, Breitenbuch, Breitenbach, Berndielshof, Dörnbach, Ebenheiderhof, Gönz, Gaimühle, Kirchzell, Neudorf, Neidhof, Ohrenbach, Otterbach, Ottorfszell, Ottenmühle, Preunschen, Pfohlbach, Reuenthal, Reichartshausen, Schneeberg, Schollheiterhof, Schafhof, Sansenhof, Weilbach, Watterbach, Weckbach, Wiesenthal und Zittenfelden eine eigene Verwaltungseinheit, die der Landvogtei Miltenberg unterstellt war. Im Rahmen der Verwaltungsgliederung Badens zählte es zunächst zur Provinz des Unterrheins oder der Badischen Pfalzgrafschaft, ab 1809 zum Main- und Tauberkreis.
Mit dem Grenzvertrag zwischen Baden und Hessen von 1810 wurden die Ämter Amorbach und Miltenberg an das Großherzogtum Hessen abgetreten. Zu diesem Zeitpunkt war das im Juli 1807 dem Amt Walldürn zugeteilten Hambrunn zu Amorbach, eine Reihe der bisherigen Amorbacher Orte zu Miltenberg gekommen. Bezüglich der Rechtsstellung der Standesherren im Großherzogtum Hessen, siehe Standesherr (Großherzogtum Hessen).

## Spätere Entwicklung

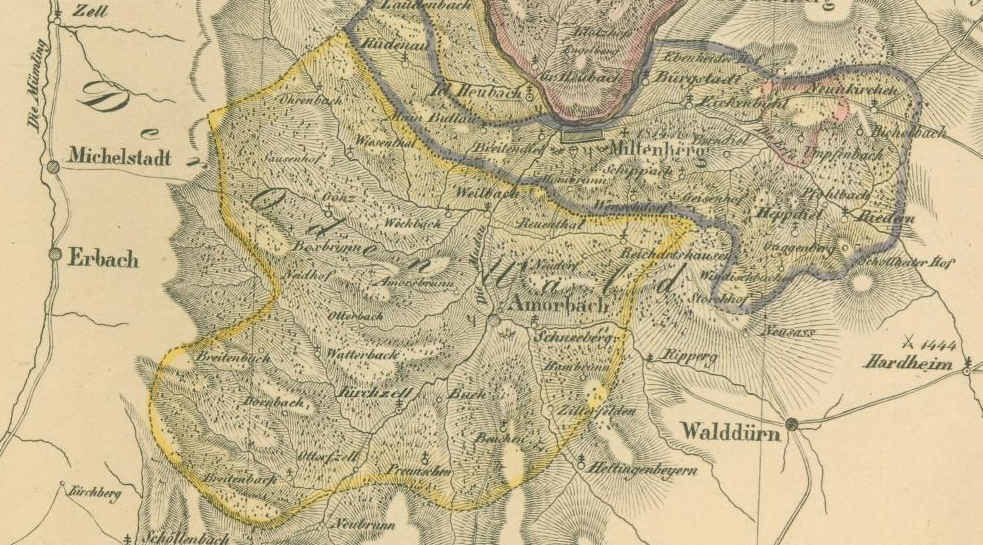
Amt Amorbach, Karte von 1836

1816 kamen die 1810 an Hessen abgetretenen Ämter zum Königreich Bayern. Der Bereich um Amorbach bildete aber weiterhin eine eigene Verwaltungseinheit, zunächst als Herrschaftsgericht, dann als Landgericht Amorbach. Es wurde 1879 mit dem Landgericht Miltenberg zum Bezirksamt Miltenberg, aus dem später der Landkreis Miltenberg hervorging, zusammengeschlossen.